# 498797 Linshiawshin
498797 Linshiawshin este o planetă minoră (asteroid) din centura de asteroizi. A fost descoperită pe 23 octombrie 2008 la Lulin Observatory⁠(d) de . 
Obiectul prezintă o orbită caracterizată de o semiaxă mare de 2,7803757989407 UAi, o excentricitate de 0,20400605932132, o înclinație de 5,4564406653031 ° în raport cu ecliptica.